# Nematobothrium robustum
Nematobothrium robustum är en plattmaskart. Nematobothrium robustum ingår i släktet Nematobothrium och familjen Didymozoidae. Inga underarter finns listade i Catalogue of Life.